# You Were Made for Me (Freddie and the Dreamers)
"You Were Made for Me" is een nummer van de Engelse band Freddie and the Dreamers, uitgebracht als single in november 1963. Het bereikte de derde plaats in de UK Singles Chart.

## Release
"You Were Made for Me" werd geschreven door Mitch Murray, die samen met Freddie Garrity de vorige single van de band, "I'm Telling You Now", had geschreven. Het werd voor het eerst uitgebracht in het Verenigd Koninkrijk in november 1963 op EMI Columbia en vervolgens in maart 1964 in de VS op Capitol. Het werd in de meeste landen uitgebracht met de B-kant "Send a Letter to Me", die volledig door Garrity was geschreven. "Send a Letter to Me" zou later in 1965 in de VS als splitsingle worden uitgebracht, waarna het in de Billboard Hot 100 terechtkwam.